# 1912
1912 (MCMXII) a fost un an bisect al calendarului gregorian, care a început într-o zi de luni.

## Evenimente

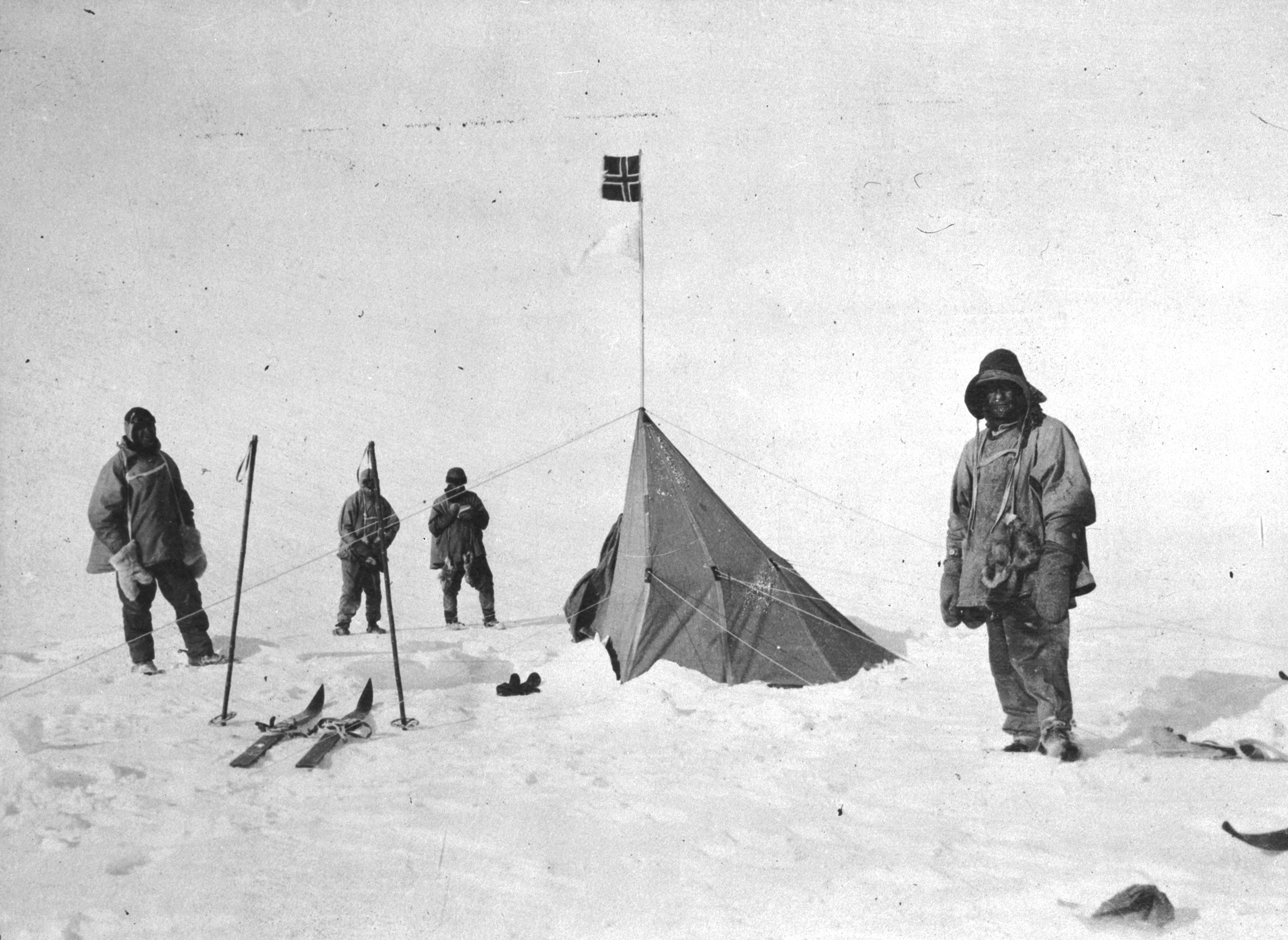
17 ianuarie: Robert Scott descoperă că norvegianul Roald Amundsen, a atins Polul Sud primul.

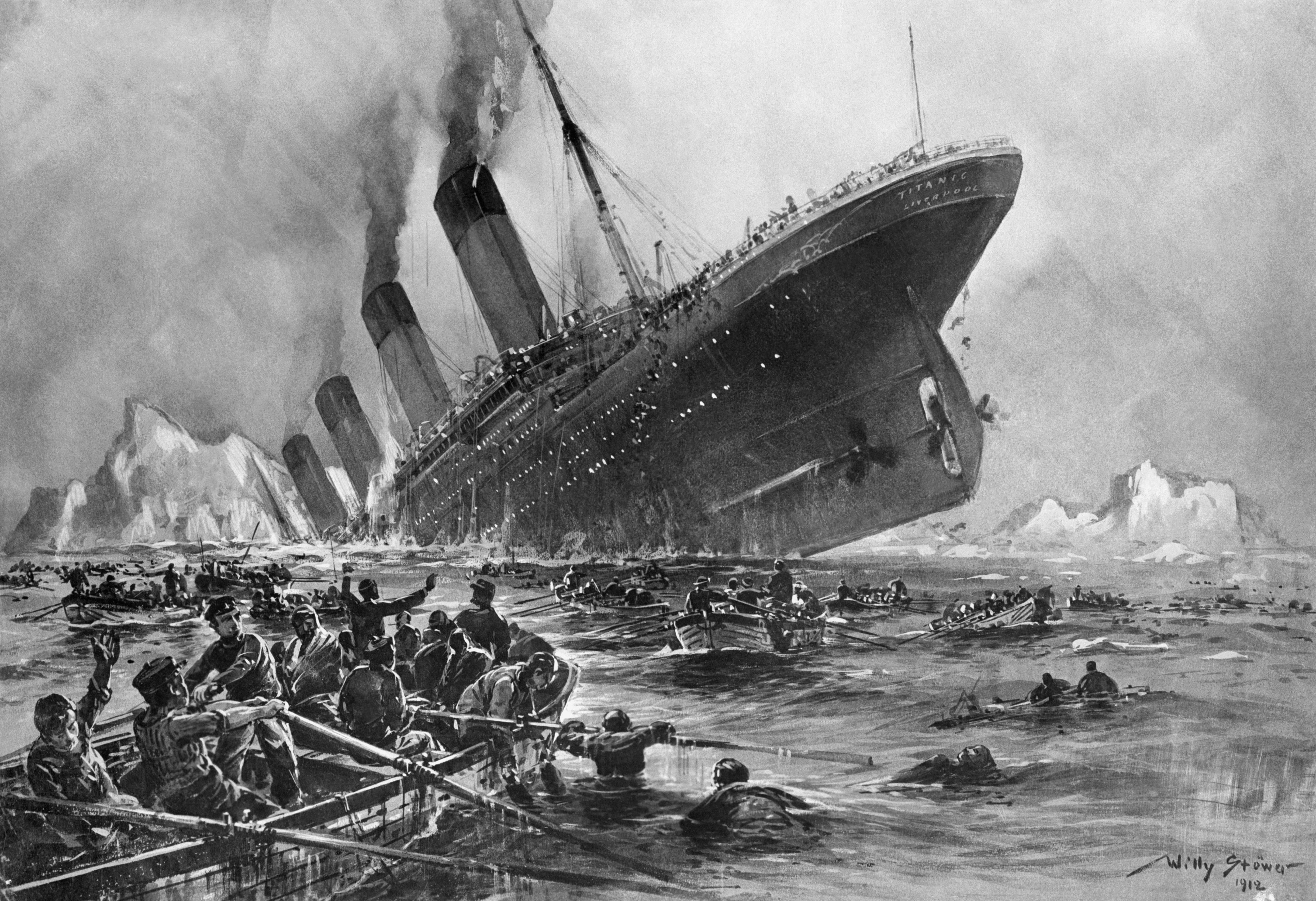
15 aprilie: Scufundarea Titanicului.

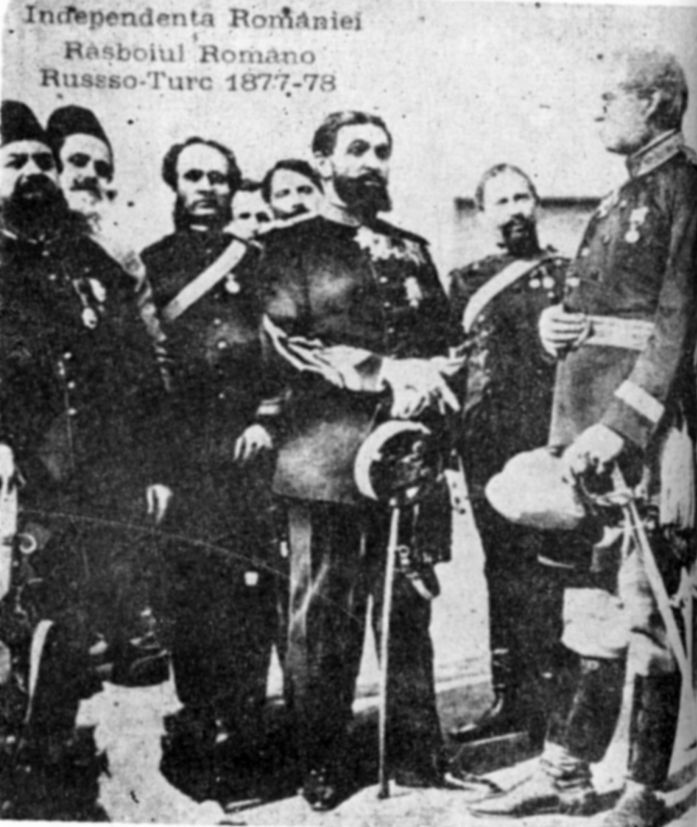
1 septembrie: Premiera filmului Independența României.

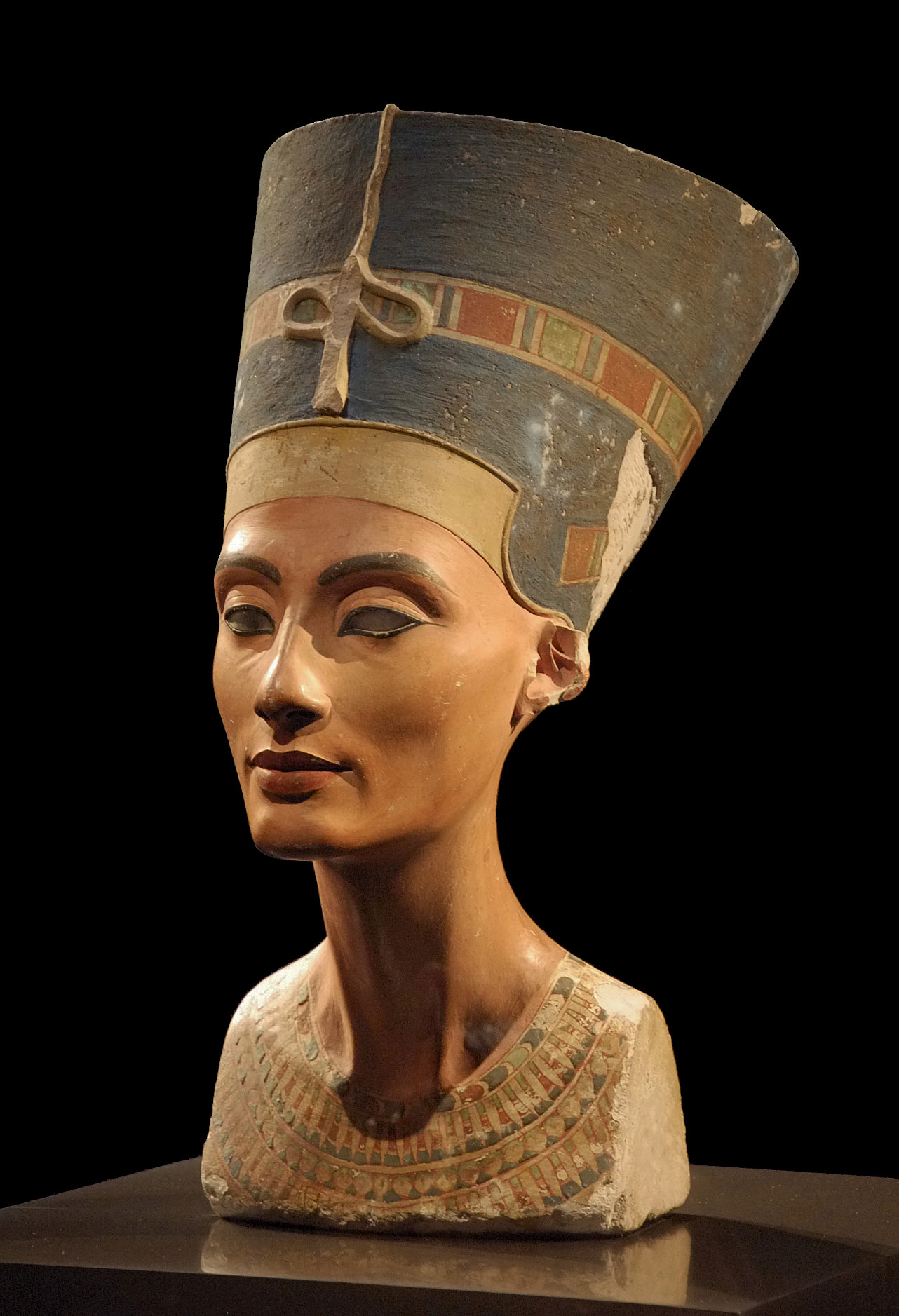
6 decembrie: Bustul reginei Nefertiti a Egiptului, este descoperit intact după 32 de secole.

### Ianuarie
- 6 ianuarie: New Mexico devine cel de-al 47-lea stat al Statele Unite ale Americii.
- 17 ianuarie: Expediția Terra Nova: Robert Falcon Scott, căpitan în armata britanică, atinge Polul Sud, la o lună după norvegianul Roald Amundsen. Scott scria în jurnalul său: „Polul. Da, dar în alte circumstanțe decât cele așteptate... Doamne Dumnezeule! Acesta e un loc destul de crâncen și teribil pentru care am muncit fără să avem răsplata priorității.” A încheiat cu înregistrarea: „Acum o luptă disperată [de a duce veștile primii]. Mă întreb dacă putem reuși”.
- 21 ianuarie: Raymond Poincaré, care va continua politicile anti-germane extremiste, a început primul mandat ca prim-ministru al Franței.
- 25 ianuarie: Roald Amundsen și echipa sa de patru bărbați, au ajuns din nou la baza de la Framheim din Golful Balenelor, împreună cu unsprezece câini care au supraviețuit. Au părăsit Antarctica pe vasul Fram cinci zile mai târziu.

### Februarie
- 12 februarie: Abdicarea împăratului chinez, Pu Yi; sfârșitul dinastiei Qing.
- 12 februarie: Republica China adoptă calendarul gregorian.
- 14 februarie: Arizona devine cel de-al 48-lea stat al Statele Unite ale Americii.

### Martie
- 19 martie: Regele Carol I al României a promulgat prima lege modernă cu privire la pașapoarte din România.[1]
- 22 martie: Au fost aprobate legea și statutele pentru înființarea Societății Scriitorilor Români.
- 28 martie: În urma demisiei guvernului conservator condus de P.P. Carp, se formează un nou guvern în frunte cu Titu Maiorescu.
- 29 martie: Trei din cei cinci membri în viață ai expediției Scott către Polul Sud: Henry R. Bowers, 28 ani, dr. Edward A. Wilson, 39 ani, și căpitanul Scott, 43 ani, au murit în timp ce așteptau în cortul lor să treacă viscolul, la aproape 150 mile de tabăra lor de bază. Trupurile lor vor fi descoperite de către o echipă de căutare în luna noiembrie.

### Aprilie
- 1 aprilie: Speranțele britanice că Robert Falcon Scott a ajuns la Polul Sud înaintea norvegianului Roald Amundsen s-au încheiat atunci când Terra Nova a ajuns în Noua Zeelandă, fără căpitanul Scott la bord, și vestea că echipa Scott era la 241 km de Polul la 3 ianuarie. Echipajul lui Amundsen ajunsese la Pol la 14 decembrie. Echipajul lui Scott a ajuns la 17 ianuarie, apoi a murit în martie pe drumul de întoarcere.
- 10 aprilie: Vasul Titanic a plecat în primul și singurul voiaj dintre Southampton, Anglia și New York, Statele Unite.
- 15 aprilie: Vasul Titanic cu 2.200 pasageri, se scufundă după ce a lovit un aisberg. Au decedat 1.490 de persoane.
- 16 aprilie: Harriet Quimby a devenit prima femeie care a zburat deasupra Canalului Mânecii, la mai puțin de trei ani după ce Louis Blériot a fost primul bărbat care făcuse această traversare.
- 17 aprilie: Eclipsă de Soare în Europa.
- 18 aprilie: Carpathia ajunge la New York City cu 710 supraviețuitori de pe Titanic.

### Mai
- 5 mai: Jocurile Olimpice de vară se deschid la Stockholm, Suedia.
- 5 mai: Apare primul număr al ziarului Pravda – ziar independent (până la 22 august 1991, organ al CC al PCUS).
- 14 mai: Prințul Moștenitor Christian, fratele regelui Haakon al VII-lea al Norvegiei, a fost proclamat rege sub numele de Christian al X-lea al Danemarcei, după ce tatăl lor, regele Frederic al VIII-lea al Danemarcei a murit la vârsta de 68 de ani, în timp ce se afla în vacanță în Germania.

### Iunie
- 4 iunie: Are loc un incendiu devastator la Constantinopol. 1.120 de clădiri au fost distruse.
- 10 iunie: are loc mitingul aviatic de la Aspern, Austria, la care Aurel Vlaicu a obținut un mare succes.

### Iulie
- 7 iulie: Magicianul Harry Houdini, efectuează cascadoria cea mai periculoasă de până în acel moment. În plus față de cascadoria sa de a scăpa fiind legat cu cătușe de fier la picioare, Houdini a fost plasat într-o cutie de lemn, bătută în cuie și aruncată de pe remorcherul "Catherine Moran" în East River din New York. La un minut după ce cutia a fost scufundată, Houdini a apărut în fața a sute de spectatori, inclusiv reporteri și fotografi.[2]
- 30 iulie: Împăratul Meiji al Japoniei moare. Este succedat de fiul său, Yoshihito. Evenimentul marchează sfârșitul perioadei Meiji și începutul erei Taisho.

### August
- 25 august: Este fondat partidul naționalist chinez, Kuomintang.

### Septembrie
- 1 septembrie: La București, în sala "Eforie", a avut loc premiera filmului mut "Independența României". A rulat timp de o lună, record pentru acea vreme. Filmul a fost prezentat apoi în Transilvania, Viena și Budapesta.
- 9 septembrie: A fost dezvelit bustul generalului dr. Carol Davila, lucrare a lui Constantin Brâncuși, și primul monument al lui Brâncuși la București.

### Octombrie
- 7 octombrie: S-a pus piatra de temelie a Palatului Senatului din București.
- 8 octombrie: Începutul Primului Război Balcanic: Alianța balcanică formată din Bulgaria, Grecia și Serbia declară război Imperiului Otoman.
- 9 octombrie: România asigură Bulgaria de neutralitatea sa.[3]

### Noiembrie
- 11 noiembrie: Chios își declară independența față de Imperiul Otoman.
- 24 noiembrie: Începe vizita de 2 zile la București a Marelui Duce Nicolae, unchiul Țarului Nicolae al II-lea al Rusiei.
- 28 noiembrie: Albania își declară independența față de Imperiul Otoman.

### Decembrie
- 6 decembrie: A avut loc, la Brăila, primul Congres al muncitorilor din toate porturile României; s-a constituit "Uniunea lucrătorilor de transport pe apă și pe uscat din România".
- 6 decembrie: Bustul reginei Nefertiti a Egiptului este descoperit intact după 32 de secole.
- 14 decembrie: Se constituie Federația Societăților de Sport din România.

### Nedatate
- noiembrie: Este adus în România corpul dramaturgului I. L. Caragiale care murise la Berlin în data de 9 iunie 1912.
- Anul întemeierii Republicii China (Taiwan).
- În București începe construirea clădirii Muzeului Etnografic Românesc, numit ulterior Muzeul Național Carol I (astăzi Muzeul Țăranului Român).
- În București începe construirea hotelului Athénée Palace, după planurile arhitectului francez Téophile Bradeau, care va fi terminat în 1914.
- În București începe construirea Institutului de Arhitectură „I.Mincu”, după proiectul arhitectului Grigore Cerchez, care va fi terminată în 1917.
- La Sinaia se inaugurează Cazinoul în prezența Regelui Carol I și a întregii Curți Regale.
- Liga Balcanică. Alianță între Bulgaria, Serbia, Grecia și Muntenegru, care au luptat în Primul Război Balcanic împotriva Imperiului Otoman (destrămată în 1913).
- Principele Carol a trecut bacalaureatul la română cu nota 8 la proba scrisă și 10 la proba orală.

## Arte, știință, literatură și filozofie
- Artistul francez Marcel Duchamp pictează Nud coborând scara.
- Autorul american Edgar Rice Burroughs publică prima carte din seria Tarzan.
- Filosoful britanic Bertrand Russell publică Problemele filosofiei.
- Pravda (Adevărul). cotidian publicat la Moscova, organul oficial al Partidului Comunist al Uniunii Sovietice, fondat în Sankt Petersburg de către Vladimir Lenin și doi colegi, sub forma unui ziar ilegal. A fost desființat în 1996.
- Scriitorul german Thomas Mann publică Moarte la Veneția.

## Nașteri

### Ianuarie
- 3 ianuarie: Wolf Aichelburg, scriitor și compozitor german (d. 1994)
- 5 ianuarie: Ioan Z. Lupe, silvicultor român (d. 1995)
- 21 ianuarie: Gherasim Iscu, călugăr ortodox român cu rangul de arhimandrit, stareț al Mănăstirii Tismana (1943 - 1948), canonizat ca sfânt (d. 1951)
- 28 ianuarie: Jackson Pollock, pictor american (d. 1956)

### Februarie
- 6 februarie: Eva Braun, soția lui Adolf Hitler (d. 1945)

### Martie
- 22 martie: Karl Malden, actor american (d. 2009)
- 23 martie: Wernher von Braun, inginer german, care a dezvoltat construirea de rachete spațiale în SUA (d. 1977)

### Aprilie
- 8 aprilie: Sonja Henie, sportivă (patinaj artistic) și actriță norvegiană (d. 1969)
- 10 aprilie: Cleopa Ilie, călugăr ortodox român, stareț al Mănăstirii Sihăstria, canonizat ca sfânt (d. 1998)
- 22 aprilie: Kaneto Shindō, regizor și producător japonez de film (d. 2012)

### Mai
- 17 mai: Alexandru Șerbănescu, pilot român de vânătoare (d. 1944)

### Iunie
- 4 iunie: Robert Jacobsen, sculptor și pictor danez (d. 1993)
- 23 iunie: Alan Turing, matematician, logician și criptograf britanic (d. 1954)
- 28 iunie: Sergiu Celibidache, dirijor și compozitor român (d. 1996)

### Iulie
- 15 iulie: Neculai Ghimpu, celebru globe-trotter român (d. 2006)
- 20 iulie: George Johnston, scriitor australian (d. 1970)
- 29 iulie: Nicolae Steinhardt, călugăr și scriitor român (d. 1989)

### August
- 10 august: Jorge Amado, scriitor brazilian (d. 2001)
- 15 august: Grigore Gheba, general de armată și matematician român (d. 2004)

### Septembrie
- 4 septembrie: Raoul Șorban, critic de artă, pictor, scriitor, eseist și memorialist român (d. 2006)
- 29 septembrie: Michelangelo Antonioni, regizor italian și producător de film (d. 2007)

### Octombrie
- 7 octombrie: Sofian Boghiu, călugăr ortodox român cu rangul de arhimandrit, pictor bisericesc, stareț al Mănăstirii Antim din București, canonizat ca sfânt (d. 2002)
- 17 octombrie: Papa Ioan Paul I (n. Albino Luciani), papă al Bisericii Catolice și suveran al orașului Vatican (d. 1978)
- 27 octombrie: Serafim Popescu, călugăr ortodox român cu rangul de arhimandrit, stareț al Mănăstirii Sâmbăta de Sus, canonizat ca sfânt (d. 1990)

### Noiembrie
- 12 noiembrie: Emil Botta, poet, prozator, actor român (d. 1977)
- 19 noiembrie: George Emil Palade, biolog, medic și om de știință român stabilit în Statele Unite, laureat al Premiului Nobel (1974), (d. 2008)

### Decembrie
- 3 decembrie: Costache Ioanid, scriitor român (d. 1987)

## Decese

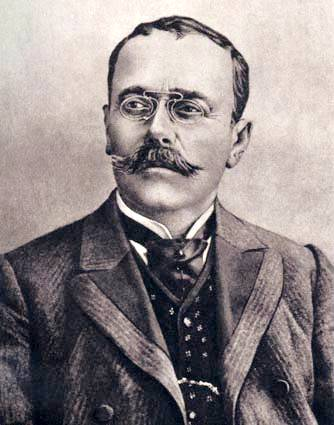
9 iunie: I.L. Caragiale

- 21 februarie: Émile Lemoine (n. Émile Michel Hyacinthe Lemoine), 71 ani, matematician francez (n. 1840)
- 21 februarie: Osborne Reynolds, 69 ani, om de știință britanic, membru al Royal Society (n. 1842)
- 25 februarie: William al IV-lea, Mare Duce de Luxemburg, 69 ani (n. 1852)
- 30 martie: Karl May (Karl Friedrich May), 70 ani, autor german (n. 1842)
- 14 mai: August Strindberg, 63 ani, dramaturg și pictor suedez (n. 1849)
- 9 iunie: I.L. Caragiale (Ion Luca Caragiale), 60 ani, dramaturg, ziarist, publicist și poet român (n. 1852)
- 15 iulie: Francisco Lazaro, 21 ani, atlet portughez (maraton), (n. 1891)
- 30 iulie: Împăratul Meiji (n. Mutsuhito), 59 ani, al 122-lea împărat al Japoniei (n. 1867)
- 13 septembrie: Joseph Furphy (n. Tom Collins), 58 ani, romancier australian (n. 1843)

## Premii Nobel
- Fizică: Nils Gustaf Dalén (Suedia)
- Chimie: Victor Grignard, Paul Sabatier (Franța)
- Medicină: Alexis Carrel (Franța)
- Literatură: Gerhart Johann Robert Hauptmann (Germania)
- Pace: Elihu Root (SUA)